# Тоехта
Тоехта (Малая Тоехта, Летняя Тоехта) — река в России, протекает по Макарьевскому району Костромской области. Устье реки находится в 103 км от устья реки Унжи по левому берегу и представляет собой две протоки напротив деревни Давыдово и устья реки Пузовца, при этом левая является старицей Унжи и является продолжением протоки из старицы озеро Реконское. Длина реки составляет 39 км, площадь водосборного бассейна — 429 км². Выше слияния с Сенной носит название Малая Тоехта, которая образуется слиянием Летней и Зимней Тоехты, притоком которой является река с таким же названием — Тоехта. Нижнее течение очень петлисто, с большим количеством стариц.

## Данные водного реестра
По данным государственного водного реестра России относится к Верхневолжскому бассейновому округу, водохозяйственный участок реки — Унжа от истока и до устья, речной подбассейн реки — Бассей притоков Волги ниже Рыбинского водохранилища до впадения Оки. Речной бассейн реки — (Верхняя) Волга до Куйбышевского водохранилища (без бассейна Оки).
Код объекта в государственном водном реестре — 08010300312110000015945.

### Притоки
(указано расстояние от устья)
- 1,4 км: река Котрось (пр) (93 метра)
- 9 км: река Пушкина (пр)
- 12 км: река Сенная (лв) (100 метров)
- Хмелевка (пр)
- ручей Сметаниха (лв)
- 25 км: река Зимняя Тоехта (пр) (116 метров)